# Morenia
Morenia – rodzaj żółwi z rodziny batagurowatych (Geoemydidae).

## Zasięg występowania
Rodzaj obejmuje gatunki występujące w południowej Azji (Indie, Nepal, Bangladesz i Mjanma).

## Systematyka

### Etymologia
Morenia: etymologia niejasna, J.E. Gray nie wyjaśnił znaczenia nazwy rodzajowej.

### Podział systematyczny
Do rodzaju należą następujące gatunki: 
- Morenia ocellata (A.M.C. Duméril & Bibron, 1835) – żółw pawiooki
- Morenia petersi (Anderson, 1879)